# Chicago Code
Chicago Code (The Chicago Code) est une série télévisée américaine en treize épisodes de 42 minutes, créée par Shawn Ryan et diffusée entre le 7 février et le 23 mai 2011 sur le réseau Fox aux États-Unis et sur le réseau Global au Canada. Elle a été présentée en avant-première au Festival de Deauville 2011 par le réalisateur, Shawn Ryan, accompagné de l'acteur principal de la série Jason Clarke.
En Belgique, la série a été diffusée depuis le 7 septembre 2011 sur RTL-TVI, en France depuis novembre 2011 sur TPS Star et depuis le 16 avril 2012 sur 13e Rue, et au Québec depuis le 16 janvier 2013 sur AddikTV.

## Synopsis
La série se déroule à Chicago et suit des officiers du département de la police de Chicago alors qu'ils combattent le crime dans les rues et essayent de mettre à jour la corruption politique de la ville. L'inspecteur vétéran Jarek Wysocki (Jason Clarke) de la police de Chicago dirige l'unité spéciale combattant cette corruption. Wysocki a été désigné par sa supérieure, Teresa Colvin (Jennifer Beals), récemment nommée première femme surintendante de la police de Chicago qui fut une fois sa partenaire par le passé.
L'unité comprend également Caleb Evers, un jeune inspecteur et le dernier partenaire de Wysocki. Pendant leurs investigations les inspecteurs rencontrent fréquemment les officiers de police Vonda Wysocki (nièce de Jarek) et son partenaire Isaac Joiner. L'officier Liam Hennessey travaille sous couverture afin d'obtenir des informations sur la mafia irlandaise et leur lien avec la corruption. La source présumée de cette corruption serait l'alderman Ronin Gibbons (conseiller municipal), puissant et influent politicien de Chicago.

## Distribution

### Acteurs principaux
- Jason Clarke (VF : Boris Rehlinger) : Jarek Wysocki
- Jennifer Beals (VF : Danièle Douet) : Teresa Colvin
- Matt Lauria (VF : Thierry D'Armor) : Caleb Evers
- Devin Kelley (VF : Anne Tilloy) : Vonda Wysocki
- Todd Williams (VF : Frantz Confiac) : Isaac Joiner
- Billy Lush (en) (VF : Jonathan Amram) : Liam Hennessey
- Delroy Lindo (VF : Saïd Amadis) : Alderman Ronin Gibbons

### Acteurs secondaires
- Madison Dirks (VF : Jérôme Pauwels) : Mikey
- Camille Guaty (VF : Léa Gabrièle) : Elena
- Warren Kole (VF : Yoann Sover) : Ray Bidwell
- Shannon Lucio (VF : Laura Blanc) : Beth Killian

- Version française
Société de doublage : Synchro-France[4]
Direction artistique : Stéphane Marais[4]
Adaptation des dialogues : Alexa Donda, Laurent Mazé, Caroline Lecoq[4]

Source VF : Doublage Séries Database

## Production
Le projet a débuté en août 2009. Fox a commandé le pilote au début janvier 2010 sous le titre Ride-Along. Satisfaite du pilote, la série a été commandée en mai 2010 puis annonce cinq jours plus tard qu'elle sera diffusée à la mi-saison. À la fin octobre, la série adopte son titre actuel.
Le 10 mai 2011, la FOX a annoncé l'annulation de la série.

## Épisodes
1. Corruption (Pilot)
2. Tueur de flics (Hog Butcher)
3. Tactique (Gillis, Chase & Baby Face)
4. Menaces (Cabrini Green)
5. Mauvais choix (O'Leary's Cow)
6. Les riches (The Gold Coin Kid)
7. Trafic (Black Hand and the Shotgun Man)
8. Canicule (Wild Onions)
9. Trahison (St. Valentine's Day Massacre)
10. La combine irlandaise (Bathhouse & Hinky Dink)
11. La vérité en face (Black Sox)
12. Témoin capital (Greylord & Gambat)
13. Jusqu'au bout (Mike Royko's Revenge)

## Audiences
Aux États-Unis, le pilote a attiré 9,43 millions de téléspectateurs et 1,489 millions au Canada.
Les audiences américaines ont chuté jusqu'à 5,6 millions, mais se sont tenus à 6,936 millions en moyenne.